# Maya Gordon
Maya Gordon (hebr. מאיה גורדון) (ur. 1947 w Chorzowie) – holenderska malarka pochodzenia polskiego i żydowskiego.

## Życiorys
Urodziła się w Polsce, w 1957 razem z rodziną emigrowała do Izraela. W 1966 rozpoczęła studia w Akademii Sztuk Pięknych i Wzornictwa Besaleela, po jej ukończeniu w 1970 wyjechała na stałe do Holandii i zamieszkała w Amsterdamie. W 1972 rozpoczęła roczną naukę w Vrije Academie voor Beeldende Kunsten w Hadze, następnie przez rok uczęszczała do Ateliers '63 w Amsterdamie, a przez kolejny do Jan van Eyck Academie w Maastricht. Mieszka w Amsterdamie, Tel Awiwie i Warszawie. Maya Gordon jest autorką instalacji, obrazów, obiektów, kolaży, rysunków i filmów wideo. Jej prace znajdują się w kolekcjach wielu muzeów na całym świecie, regularnie wystawia swoje prace w Polsce, największa wystawa jej prac miała miejsce w BWA w Olsztynie w 2019. Częstym motywem jej prac są wspomnienia z Izraela, widoki cyprysów, krajobrazy oraz przedstawianie siebie, jako małej dziewczynki. Grafiki tworzone ołówkiem przedstawiają wspomnienia z dzieciństwa w Polsce, poza rysunkami zawierają teksty po polsku tworząc wrażenie komiksu.